# Rasmus Nyerup
Rasmus Nyerup, född 12 mars 1759 i Glamsbjerg på Fyn, död 28 juni 1829 i Köpenhamn, var en dansk historiker, litteraturhistoriker, en av Danmarks första, och biblioteksman. Han var en pionjär inom den danska arkeologin, påbörjade insamling av dansk folkdiktning, och översatte Eddan till danska tillsammans med Rasmus Rask.

## Biografi
Nyerup, som var bondson från Fyn, avlade 1779 filologisk examen och tog 1784 magistergraden, blev redan 1778 assistent i Det Kongelige Bibliotek, var 1790–1803 dess sekreterare, tjänstgjorde även tidigt hos historikern Peter Friderich Suhm vid hans stora boksamling, blev 1796 professor i litteraturhistoria och 1803 därjämte chef för Köpenhamns universitetsbibliotek samt  1797 föreståndare för Regensen (sedan 1814 som virkelig regensprovst).
Nyerup var en mycket flitig och nykter granskare, produktiv författare och vågbrytare på fler än ett område. Hans skrifter är till största delen av litteraturhistorisk art, men behandlar även andra grenar av Danmarks historia och har nu sitt huvudsakliga värde som materialsamlingar och förarbeten. Tillsammans med Knud Lyne Rahbek och Hans Werner Frederik Abrahamson utgav han Udvalgte danske Viser fra Middelalderen (fem band, 1812–1814) med dess fortsättning Udvalg af danske Viser fra Midten af det 16:de til hen imod Midten af det 18:de Aarhundrede (tillsammans med Poul Edvard Rasmussen, två band, 1821) och tillsammans med Rahbek Bidrag til den danske Digtekunsts Historie (fyra band, 1800–1808), fortsatt 1819 och 1828 (till 1775). Ensam utgav han Almindelig Morskabslesning i Danmark og Norge (1816), en översikt av de danska folkböckerna, Peder Syvs kjærnefulde Ordsprog (1807) och Peder Lolles Samling af danske og latinske Ordsprog (1828), vidare Suhms Nye Samlinger til den danske Historie (fyra band, 1792–1795) samt Luxdorphiana (1791), Langebekiana (1794) och Suhmiana (1799), de tre sistnämnda utdrag ur efterlämnade litterära samlingar.
Av hans självständiga skrifter kan nämnas Samling af fortjente danske Mænds Portraiter med biographiske Efterretninger (tre band, 1798–1806, med kopparstick av Lahde), Karakteristik af Kong Christian IV (1816), Efterretninger om Kong Frederik III (1817), Kjøbenhavns Beskrivelse (1800) och Historisk statistisk Skildring af Tilstanden i Danmark og Norge i ældre og nyere Tider (fyra band, 1803–1806). I förening med Rasmus Rask utgav Nyerup en översättning av Snorre Sturlassons Edda (1808) och tillsammans med norrmannen Jens Edvard Kraft Almindeligt Litteraturlexicon for Danmark, Norge og Island (1818–1819), varjämte han ombesörjde utgivningen av de sista fem banden av Suhms Danmarks Historie (1809–1828). Dessutom strödde han omkring sig en mängd uppsatser i tidskrifter och tidningar, och själv var han under en lång följd av år redaktör av Kjøbenhavnske Efterretninger.
Han var även en av stiftarna av Selskabet for Efterslægten (1786) och Det skandinaviske Literaturselskab (1796). År 1807 väckte Nyerup tanken på inrättandet av Oldnordisk Museum och var 1807–1816 sekreterare i kommissionen för bevarande av fornfynd. Till sin efterträdare på denna plats utsåg han själv K.J. Thomsen, vars stora förmåga han erkände. I antikvariskt syfte företog han även flera resor inom Danmark och (1810 och 1812) till Stockholm (1810 därjämte för att spionera här med hänsyn till Fredrik VI:s val till tronföljare). Slutligen kan framhållas hans stora förtjänster om biblioteksväsendet, särskilt vid universitetsbiblioteket. År 1882 restes ett minnesmärke på hans grav.

## Utmärkelser
- Riddare av Dannebrogorden,  1826[3]

[Redigera Wikidata]